# Vincent Hancock
Vincent Hancock (n. 19 martie 1989, Port Charlotte⁠(d), Comitatul Charlotte, Florida, SUA) este un trăgător de tir ce a reprezentat Statele Unite ale Americii, medaliat olimpic. A participat la 4 ediții ale Jocurilor Olimpice (2008, 2012, 2016, 2020) în care a câștigat două medalii de aur.